# Spheterista oheoheana
Spheterista oheoheana là một loài bướm đêm thuộc họ Tortricidae. Nó là loài đặc hữu của Kauai.
Ấu trùng ăn Jetraplasandra kauaiensis.